# Hauteville (Marne)
Pour les articles homonymes, voir Hauteville.
Hauteville est une commune française, située dans le département de la Marne en région Grand Est.

## Géographie
Hauteville se situe à proximité du lac du Der-Chantecoq, plus grand lac artificiel d'Europe. La Marne passe au nord du village.
|            |                               | Sapignicourt |
| Larzicourt | Hauteville                    | Ambrières    |
| Écollemont | Sainte-Marie-du-Lac-Nuisement |              |

### Hydrographie
La commune est dans la région hydrographique « la Seine de sa source au confluent de l'Oise (exclu) » au sein du bassin Seine-Normandie. Elle est drainée par la Marne, la Blaise et le cours d'eau 01 des Grands Saules,.
La Marne  prend sa source sur le plateau de Langres, dans la commune de Saints-Geosmes (Haute-Marne) et se jette dans la Seine entre Charenton-le-Pont et Alfortville (Val-de-Marne) dans le quartier de Conflans-l'Archevêque.
La Blaise, d'une longueur de 86 km, prend sa source dans la commune de Gillancourt et se jette  dans la Marne à Isle-sur-Marne, après avoir traversé 34 communes.

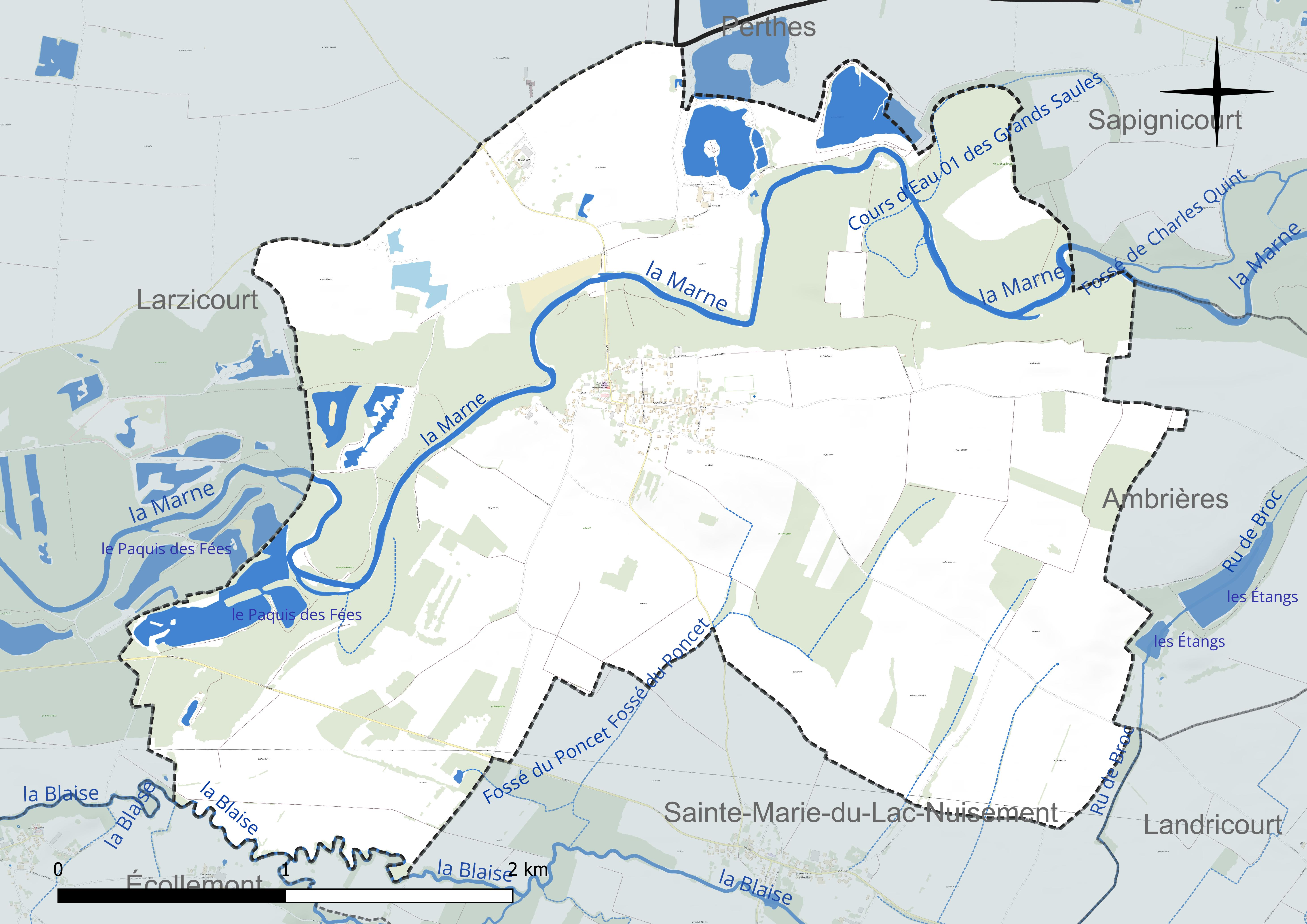
Réseau hydrographique d'Hauteville.

Un plan d'eau complète le réseau hydrographique : le Paquis des Fées, d'une superficie totale de 14,7 ha (13 ha sur la commune),.

### Climat
Pour des articles plus généraux, voir Climat du Grand Est et Climat de la Marne.
En 2010, le climat de la commune est de type climat des marges montargnardes, selon une étude du Centre national de la recherche scientifique s'appuyant sur une série de données couvrant la période 1971-2000. En 2020, Météo-France publie une typologie des climats de la France métropolitaine dans laquelle la commune est exposée à un climat océanique altéré et est dans une zone de transition entre les régions climatiques « Nord-est du bassin Parisien » et « Lorraine, plateau de Langres, Morvan ».
Pour la période 1971-2000, la température annuelle moyenne est de 10,6 °C, avec une amplitude thermique annuelle de 15,9 °C. Le cumul annuel moyen de précipitations est de 822 mm, avec 12,3 jours de précipitations en janvier et 8,7 jours en juillet. Pour la période 1991-2020, la température moyenne annuelle observée sur la station météorologique de Météo-France la plus proche, « Saint-Dizier », sur la commune de Saint-Dizier à 13 km à vol d'oiseau, est de 11,6 °C et le cumul annuel moyen de précipitations est de 794,5 mm. 
La température maximale relevée sur cette station est de 41,4 °C, atteinte le 25 juillet 2019 ; la température minimale est de −22,5 °C, atteinte le 14 février 1956,,.
Les paramètres climatiques de la commune ont été estimés pour le milieu du siècle (2041-2070) selon différents scénarios d'émission de gaz à effet de serre à partir des nouvelles projections climatiques de référence DRIAS-2020. Ils sont consultables sur un site dédié publié par Météo-France en novembre 2022.

## Urbanisme

### Typologie
Au 1er janvier 2024, Hauteville est catégorisée commune rurale à habitat dispersé, selon la nouvelle grille communale de densité à sept niveaux définie par l'Insee en 2022.
Elle est située hors unité urbaine. Par ailleurs la commune fait partie de l'aire d'attraction de Saint-Dizier, dont elle est une commune de la couronne,. Cette aire, qui regroupe 72 communes, est catégorisée dans les aires de 50 000 à moins de 200 000 habitants,.

### Occupation des sols
L'occupation des sols de la commune, telle qu'elle ressort de la base de données européenne d’occupation biophysique des sols Corine Land Cover (CLC), est marquée par l'importance des territoires agricoles (63,4 % en 2018), en diminution par rapport à 1990 (68,2 %). La répartition détaillée en 2018 est la suivante : 
terres arables (52,3 %), forêts (28,3 %), zones agricoles hétérogènes (7,4 %), eaux continentales (5,4 %), prairies (3,8 %), zones urbanisées (2,8 %). L'évolution de l’occupation des sols de la commune et de ses infrastructures peut être observée sur les différentes représentations cartographiques du territoire : la carte de Cassini (XVIIIe siècle), la carte d'état-major (1820-1866) et les cartes ou photos aériennes de l'IGN pour la période actuelle (1950 à aujourd'hui).

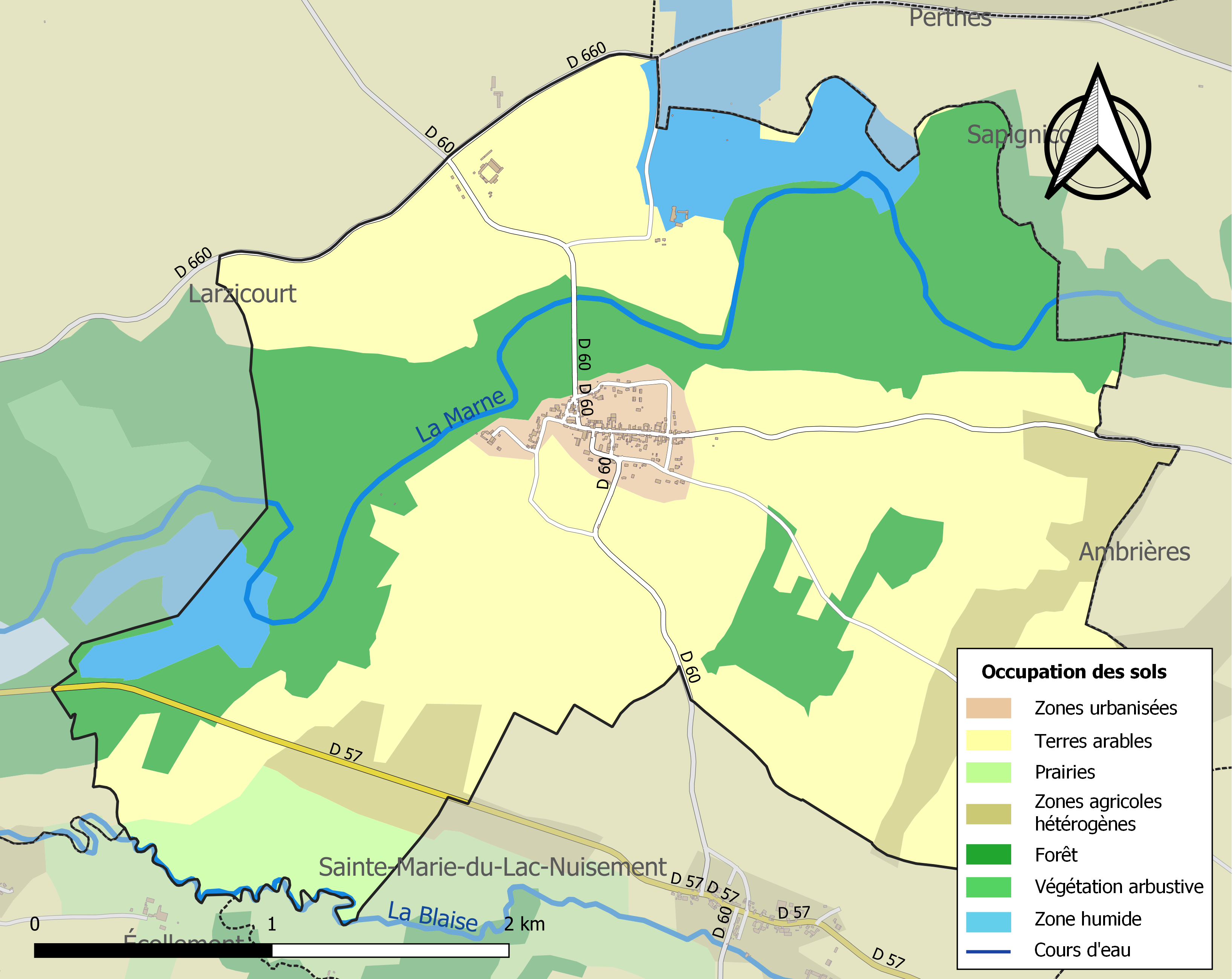
Carte des infrastructures et de l'occupation des sols de la commune en 2018 (CLC).

## Toponymie
Le nom de la localité est attesté sous les formes Alta Villa (1141) ; Haute-Ville sur Bloiches (vers 1300) ; Haulteville (1399) ; Aulte-Ville (1521) ; Hauteville sous Hautefontaine (1720).

Toponyme composé de haute et de ville. c'est-à-dire « haut village » en ancien français. L'origine du nom est alta villa, la « ferme haute ». Il s'agit d'une formation toponymique médiévale en -ville au sens ancien de « domaine rural », voire « village ». Le premier élément Haute- représente, d'après les formes anciennes, l'adjectif d'ancien français au féminin alte, halte « haute », d'où le sens global de « domaine rural en hauteur, village en hauteur ».

## Politique et administration
| Période | Période    | Identité                                   | Étiquette | Qualité |
| ------- | ---------- | ------------------------------------------ | --------- | ------- |
| 1875    | après 1877 | Guillemin                                  |           |         |
| 1983    | En cours   | Joël Caron Réélu pour le mandat 2020-2026, | PS        |         |

## Équipements et services publics

### Eau et déchets
Par convention entre la communauté d'agglomération et le Syndicat mixte du Sud-Est Marnais (SYMSEM), les habitants de Maurupt-le-Montois ont accès aux déchèteries du SYMSEM (notamment à Arrigny et Thiéblemont-Farémont).

### Postes et télécommunications
Deux boîtes aux lettres de La Poste se trouvent sur le territoire de la commune, place de la Mairie et rue Haute. Le bureau de poste le plus proche est l'agence postale communale de Sainte-Marie-du-Lac-Nuisement, à environ 4 km de Hauteville. La commune partage toutefois son code postal avec le bureau de poste de Saint-Remy-en-Bouzemont (51290).

### Justice, sécurité et secours
Du point de vue judiciaire, Hauteville relève du conseil de prud'hommes, du tribunal de commerce, du tribunal judiciaire, du tribunal paritaire des baux ruraux et du tribunal pour enfants de Châlons-en-Champagne, dans le ressort de la cour d'appel de Reims. Pour le contentieux administratif, la commune dépend du tribunal administratif de Châlons-en-Champagne et de la cour administrative d'appel de Nancy.
Hauteville est située en secteur Gendarmerie nationale et dépend de la brigade de Saint-Remy-en-Bouzemont-Saint-Genest-et-Isson.
En matière d'incendie et de secours, la caserne la plus proche est celle de Saint-Remy-en-Bouzemont, rattachée au Service départemental d'incendie et de secours (SDIS) de la Marne.

## Démographie
L'évolution du nombre d'habitants est connue à travers les recensements de la population effectués dans la commune depuis 1793. Pour les communes de moins de 10 000 habitants, une enquête de recensement portant sur toute la population est réalisée tous les cinq ans, les populations de référence des années intermédiaires étant quant à elles estimées par interpolation ou extrapolation. Pour la commune, le premier recensement exhaustif entrant dans le cadre du nouveau dispositif a été réalisé en 2008.

En 2022, la commune comptait 233 habitants, en évolution de −4,12 % par rapport à 2016 (Marne : −1,19 %, France hors Mayotte : +2,11 %).
| 1793 | 1800 | 1806 | 1821 | 1831 | 1836 | 1841 | 1846 | 1851 |
| ---- | ---- | ---- | ---- | ---- | ---- | ---- | ---- | ---- |
| 453  | 501  | 496  | 527  | 559  | 496  | 489  | 493  | 493  |

| 1856 | 1861 | 1866 | 1872 | 1876 | 1881 | 1886 | 1891 | 1896 |
| ---- | ---- | ---- | ---- | ---- | ---- | ---- | ---- | ---- |
| 479  | 458  | 433  | 403  | 390  | 409  | 415  | 413  | 370  |

| 1901 | 1906 | 1911 | 1921 | 1926 | 1931 | 1936 | 1946 | 1954 |
| ---- | ---- | ---- | ---- | ---- | ---- | ---- | ---- | ---- |
| 310  | 282  | 282  | 236  | 230  | 218  | 214  | 231  | 247  |

| 1962 | 1968 | 1975 | 1982 | 1990 | 1999 | 2006 | 2008 | 2013 |
| ---- | ---- | ---- | ---- | ---- | ---- | ---- | ---- | ---- |
| 208  | 162  | 161  | 162  | 175  | 188  | 215  | 223  | 247  |

| 2018 | 2022 | - | - | - | - | - | - | - |
| ---- | ---- | - | - | - | - | - | - | - |
| 240  | 233  | - | - | - | - | - | - | - |

## Culture locale et patrimoine

### Lieux et monuments

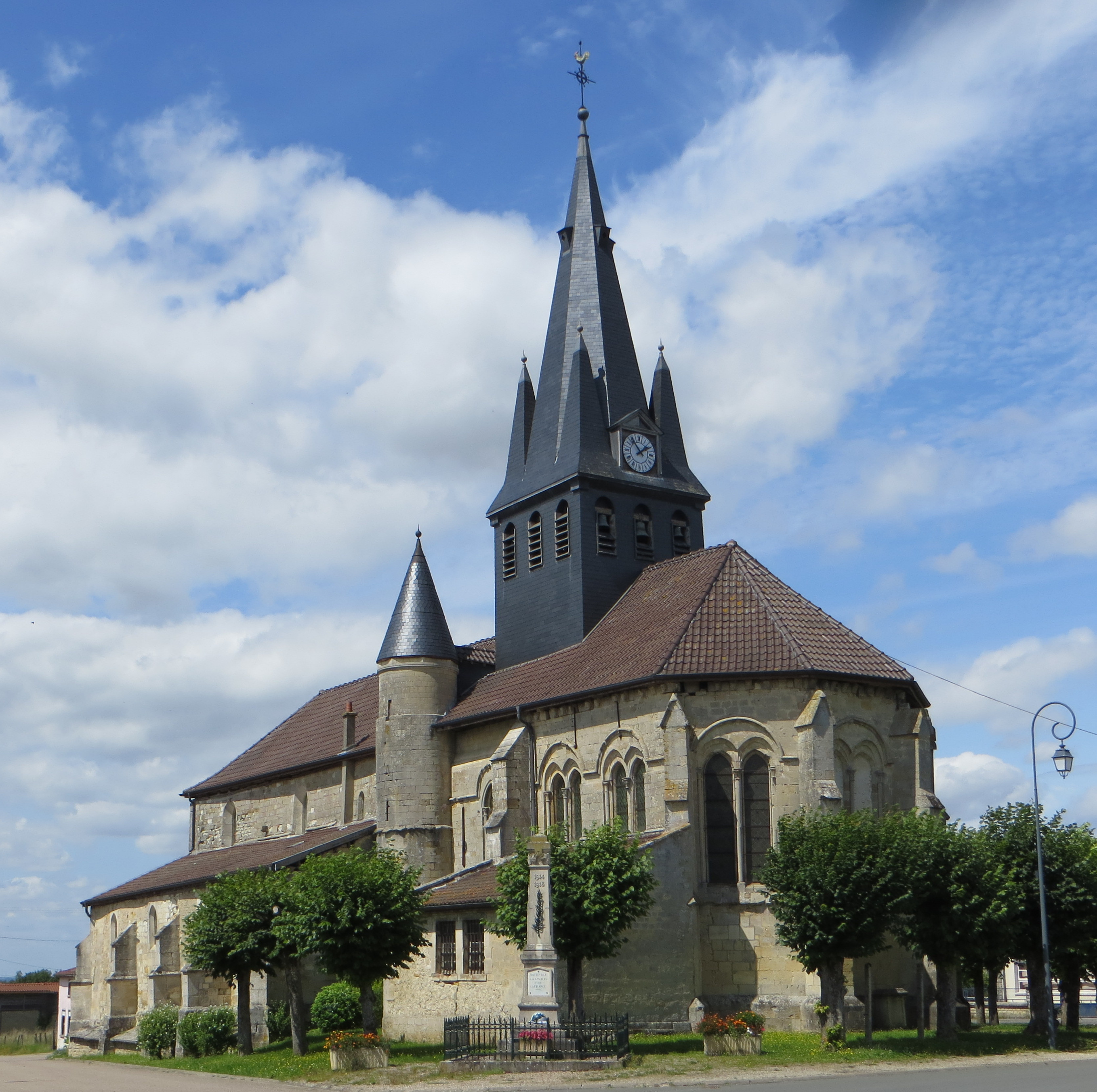
Église Saint-Louvent - Cloche de l’église sonnantà 14h:Fichier:Hauteville (Marne) - Église Saint-Louvent - 14h.ogg

- Église Saint-Louvent